# كلير مارتن (مغنية)
كلير مارتن (بالإنجليزية: Claire Martin)‏ هي مغنية بريطانية، ولدت في 6 سبتمبر 1967 في ويمبلدون في المملكة المتحدة.

## وصلات خارجية
- الموقع الرسمي
- كلير مارتن على موقع ميوزك برينز (الإنجليزية)
- كلير مارتن على موقع ديسكوغز (الإنجليزية)